# Halowe Mistrzostwa Świata w Lekkoatletyce 1997 – bieg na 60 m mężczyzn
Bieg na 60 m mężczyzn – jedna z konkurencji rozgrywanych podczas halowych mistrzostw świata w lekkoatletyce w 1997. Eliminacje, półfinały, jak również finał zostały rozegrane 7 marca.
Do konkursu zgłoszonych zostało 55 zawodników z 40 państw.
Zawody w tej konkurencji wygrał reprezentant Grecji Charalambos Papadias. Drugą pozycję zajął zawodnik z Jamajki Michael Green, trzecią zaś reprezentujący Nigerię Davidson Ezinwa.

## Wyniki

### Eliminacje
Źródło: 
Bieg 1
| Miejsce | Zawodnik           | Państwo          | Wynik |
| ------- | ------------------ | ---------------- | ----- |
| 1.      | Davidson Ezinwa    | Nigeria          | 6,59  |
| 2.      | Renward Wells      | Bahamy           | 6,65  |
| 3.      | Jason Livingston   | Wielka Brytania  | 6,70  |
| 4.      | Alex Ménal         | Francja          | 6,72  |
| 5.      | Watson Nyambek     | Malezja          | 6,80  |
| –       | Norberto Nsue Ondo | Gwinea Równikowa | DNS   |

Bieg 2
| Miejsce | Zawodnik          | Państwo | Wynik |
| ------- | ----------------- | ------- | ----- |
| 1.      | Kostiantyn Rurak  | Ukraina | 6,60  |
| 2.      | Robert Esmie      | Kanada  | 6,61  |
| 3.      | Chen Wenzhong     | Chiny   | 6,67  |
| 4.      | Giovanni Puggioni | Włochy  | 6,75  |
| 5.      | Issa-Aimé Nthépé  | Kamerun | 6,82  |
| 6.      | Pascal Dangbo     | Benin   | 6,94  |

Bieg 3
| Miejsce | Zawodnik             | Państwo | Wynik |
| ------- | -------------------- | ------- | ----- |
| 1.      | Charalambos Papadias | Grecja  | 6,55  |
| 2.      | Janis Zisimidis      | Cypr    | 6,64  |
| 3.      | Stéphane Cali        | Francja | 6,69  |
| 4.      | Miklós Gyulai        | Węgry   | 6,82  |
| 5.      | Hamed Sadeq          | Kuwejt  | 6,92  |

Bieg 4
| Miejsce | Zawodnik       | Państwo           | Wynik |
| ------- | -------------- | ----------------- | ----- |
| 1.      | Jason Gardener | Wielka Brytania   | 6,56  |
| 2.      | Eric Nkansah   | Ghana             | 6,58  |
| 3.      | Randall Evans  | Stany Zjednoczone | 6,66  |
| 4.      | Ivan Šlehobr   | Czechy            | 6,75  |
| 5.      | Miguel Janssen | Aruba             | 6,87  |

Bieg 5
| Miejsce | Zawodnik              | Państwo                  | Wynik |
| ------- | --------------------- | ------------------------ | ----- |
| 1.      | Angelos Pawlakakis    | Grecja                   | 6,58  |
| 2.      | Jean-Olivier Zirignon | Wybrzeże Kości Słoniowej | 6,69  |
| 3.      | Emmanuel Tuffour      | Ghana                    | 6,73  |
| 4.      | Gabriel Simón         | Argentyna                | 6,96  |
| –       | Ato Boldon            | Trynidad i Tobago        | DNS   |

Bieg 6
| Miejsce | Zawodnik              | Państwo       | Wynik |
| ------- | --------------------- | ------------- | ----- |
| 1.      | Raymond Stewart       | Jamajka       | 6,58  |
| 2.      | Fernando Ramírez      | Norwegia      | 6,63  |
| 3.      | Augustine Nketia      | Nowa Zelandia | 6,73  |
| 4.      | José Illán            | Hiszpania     | 6,84  |
| 5.      | Jorge Polanco         | Argentyna     | 6,85  |
| 6.      | Patrick Mocci-Raoumbé | Gabon         | 6,88  |

Bieg 7
| Miejsce | Zawodnik       | Państwo | Wynik  |
| ------- | -------------- | ------- | ------ |
| 1.      | Bruny Surin    | Kanada  | 6,56   |
| 2.      | Patrik Lövgren | Szwecja | 6,58 = |
| 3.      | Ivo Krsek      | Czechy  | 6,77   |
| 4.      | Hideki Onohara | Japonia | 6,80   |
| 5.      | Theodore Haba  | Gwinea  | 6,95   |

Bieg 8
| Miejsce | Zawodnik       | Państwo                  | Wynik |
| ------- | -------------- | ------------------------ | ----- |
| 1.      | Tim Montgomery | Stany Zjednoczone        | 6,58  |
| 2.      | Ibrahim Meité  | Wybrzeże Kości Słoniowej | 6,71  |
| 3.      | Kōji Itō       | Japonia                  | 6,71  |
| 4.      | Francis Keyta  | Sierra Leone             | 6,95  |
| 5.      | Mario Bonello  | Malta                    | 6,97  |
| –       | Kouty Mawenh   | Liberia                  | DNF   |

Bieg 9
| Miejsce | Zawodnik        | Państwo                      | Wynik |
| ------- | --------------- | ---------------------------- | ----- |
| 1.      | Michael Green   | Jamajka                      | 6,61  |
| 2.      | André da Silva  | Brazylia                     | 6,70  |
| 3.      | Frutos Feo      | Hiszpania                    | 6,73  |
| 4.      | Valentin Ngbogo | Republika Środkowoafrykańska | 7,04  |
| –       | Ousmane Diarra  | Mali                         | DNF   |

Bieg 10
| Miejsce | Zawodnik         | Państwo           | Wynik |
| ------- | ---------------- | ----------------- | ----- |
| 1.      | Deji Aliu        | Nigeria           | 6,59  |
| 2.      | Marc Blume       | Niemcy            | 6,67  |
| 3.      | Gábor Dobos      | Węgry             | 6,76  |
| 4.      | Dinçer Ersoy     | Turcja            | 6,86  |
| 5.      | Arnaldo da Silva | Brazylia          | 6,88  |
| 6.      | Peter Pulu       | Papua-Nowa Gwinea | 6,88  |

### Półfinały
Źródło: 
Bieg 1
| Miejsce | Zawodnik             | Państwo | Wynik |
| ------- | -------------------- | ------- | ----- |
| 1.      | Charalambos Papadias | Grecja  | 6,53  |
| 2.      | Raymond Stewart      | Jamajka | 6,54  |
| 3.      | Robert Esmie         | Kanada  | 6,54  |
| 4.      | Eric Nkansah         | Ghana   | 6,57  |
| 5.      | Chen Wenzhong        | Chiny   | 6,67  |
| –       | Deji Aliu            | Nigeria | DSQ   |

Bieg 2
| Miejsce | Zawodnik           | Państwo           | Wynik  |
| ------- | ------------------ | ----------------- | ------ |
| 1.      | Davidson Ezinwa    | Nigeria           | 6,57   |
| 2.      | Patrik Lövgren     | Szwecja           | 6,58 = |
| 3.      | Angelos Pawlakakis | Grecja            | 6,61   |
| 4.      | Jason Gardener     | Wielka Brytania   | 6,62   |
| 5.      | Randall Evans      | Stany Zjednoczone | 6,63   |
| 6.      | Fernando Ramírez   | Norwegia          | 6,74   |

Bieg 3
| Miejsce | Zawodnik         | Państwo           | Wynik  |
| ------- | ---------------- | ----------------- | ------ |
| 1.      | Bruny Surin      | Kanada            | 6,50   |
| 2.      | Michael Green    | Jamajka           | 6,50   |
| 3.      | Tim Montgomery   | Stany Zjednoczone | 6,57   |
| 4.      | Kostiantyn Rurak | Ukraina           | 6,65   |
| 5.      | Renward Wells    | Bahamy            | 6,65 = |
| 6.      | Janis Zisimidis  | Cypr              | 6,73   |

### Finał
Źródło: 
| Miejsce | Zawodnik             | Państwo | Wynik |
| ------- | -------------------- | ------- | ----- |
| 01 !    | Charalambos Papadias | Grecja  | 6,50  |
| 02 !    | Michael Green        | Jamajka | 6,51  |
| 03 !    | Davidson Ezinwa      | Nigeria | 6,52  |
| 4.      | Raymond Stewart      | Jamajka | 6,55  |
| 5.      | Bruny Surin          | Kanada  | 6,57  |
| 6.      | Patrik Lövgren       | Szwecja | 6,61  |